# Chất điều tiết truyền tín hiệu protein G
Chất điều tiết truyền tín hiệu protein G (Regulators of G protein signaling - RGS) là các vực protein có vai trò hoạt hóa tính chất GTPase của tiểu đơn vị α của thể dị tam tụ của protein G.
RGS là một vực protein đa chức năng và có vai trò đẩy nhanh hoạt tính của các enzyme GTPase, nhờ đó xúc tiến quá trình thủy phân GTP thành GDP bởi tiểu đơn vị alpha của protein G, vì thế protein G bị bất hoạt và quá trình truyền tín hiệu của thụ thể bắt cặp với protein G (GPCR) cũng chịu số phận tương tự. Hoạt động của protein RGS nhanh chóng xử lý GTP đang bám vào tiểu đơn vị alpha của protein G bằng cách ổn định trạng thái chuyển tiếp của G.
Tất cả các RGS bao hàm một hộp RGS hay vực RGS, thành phần này cần thiết cho protein điều tiết này. Một số RGS có kích thước nhỏ như RGS1 và RGS4 chỉ bao hàm hộp RGS cộng thêm một số thành phần không đáng kể khác, trong khi các RGS lớn bao hàm thêm một số vực protein nhằm giúp bổ trợ thêm chức năng của protein này.
Các vực RGS có thể được tìm thấy nằm cùng trong một protein với các vực khác, bao hàm: DEP có chức năng tác động vào màng sinh chất (InterPro: IPR000591), PDZ để bám vào GPCR (InterPro: IPR001478), PTB để bám vào phosphotyrosine (InterPro: IPR006020), RBD để bám vào Ras (InterPro: IPR003116), môtíp GoLoco để hoạt hóa chất ức chế nucleotide guanine (InterPro: IPR003109), PX để bám vào phosphatidylinositol (InterPro: IPR001683), PXA đi kèm với PX (InterPro: IPR003114), PH để kích thích sự trao đổi nucleotide guanine (InterPro: IPR001849), và GGL nhằm bám vào tiểu đơn vị beta của protein G (InterPro: IPR001770). Các RGS bao hàm GGL có thể tương tác với tiểu đơm vị beta của G để hình thành các thể dị nhị tụ mới và phức hợp tiểu đơn vị alpha của G, nhờ đó ngăn chặn sự hình thành của thể tam tụ.
Một số protein người bao hàm RGS:
- ADRBK1, ADRBK2, AXIN1, AXIN2
- GRK1, GRK4, GRK5, GRK6, GRK7,
- RGS1, RGS2, RGS3, RGS4, RGS5, RGS6, RGS7, RGS8, RGS9, RGS10, RGS11, RGS12, RGS13, RGS14, RGS16, RGS17, RGS18, RGS19, RGS20, RGS21
- RK
- SNX13